# Bordaközi idegfájdalom
A bordaközi idegfájdalom (vagy intercostal neuralgia, neuralgia intercostalis) egy perifériás idegrendszeri megbetegedés, a bordaközi idegek fájdalma. Egyik lehetséges oka a gerinc felső háti (Th IV--10) csigolyák, illetve a bordák kisízületi degeneratív elváltozása is, de az okok közül a leggyakoribb a herpeszes vírusfertőzés által okozott ővsömör.
A betegség igen erős fájdalommal jár az adott ideg területén, amely övszerű formában nyilvánul meg.